# Ruprechtia apetala
Ruprechtia apetala là một loài thực vật thuộc họ Polygonaceae. Loài này có ở Argentina và Bolivia. Chúng hiện đang bị đe dọa vì mất môi trường sống.